# 金星殖民

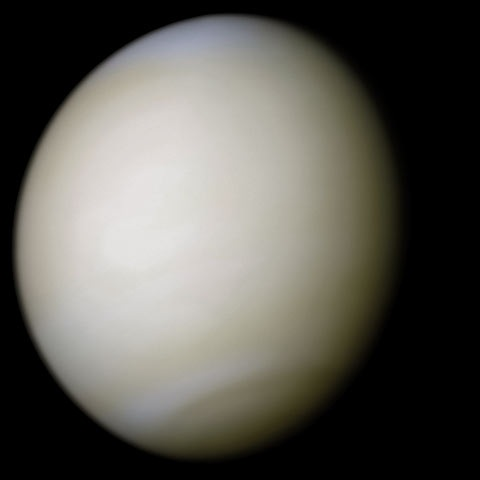
金星

金星殖民是很多科幻小說裡的情節，在人類實現太空飛行前已經存在的夢想。隨著現代太空探索科技進步，人類對太陽系的認識加深，當發現金星的惡劣生存環境之後，人們的注意力開始集中於月球及火星殖民之上，然而在金星上建立浮空都市的概念依舊有人強力支持。

## 殖民的原因

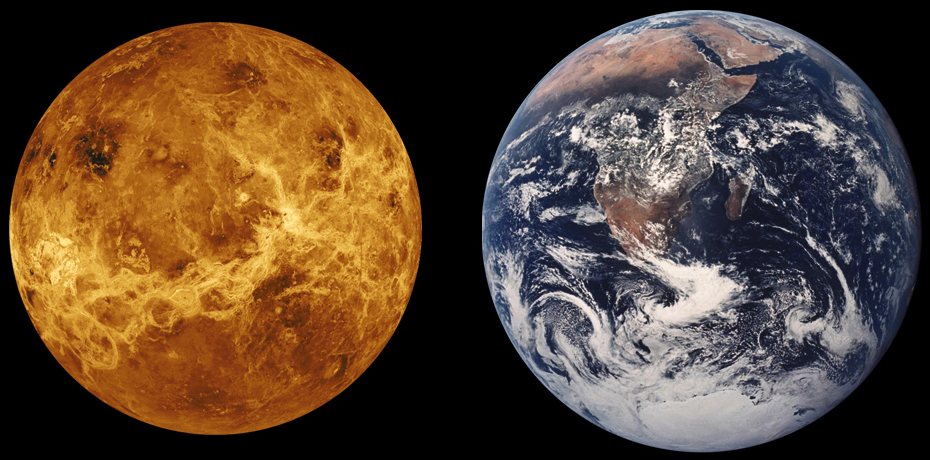
金星的體積只是稍微小於地球

殖民到其他星體是太空探索的下一步，亦被認為是確保人類作為一物種長久生存的里程碑。其他殖民的原因可以包括：經濟、科學研究或純粹滿足好奇心。作為太陽系最接近地球大小的類地行星，及考慮到與地球相對接近的距離，金星似乎是一個頗為合適的潛在選擇。
金星殖民的优势在于：
1. 相似的硬性条件：金星大小及组成与地球十分相似，重力强度与地球差异不大，无需重力生成设备就能生存。足够的重力也有利于水圈的稳定，防止水逃逸到外层空间。
2. 充足的矿物质：金星与地球构造类似，组成类似，矿产资源构成也类似于地球。
3. 有机会生成磁场：金星与地球冷却速率接近，内部没有像火星那样完全冷却，在未来科技进步后，若有合适技术是可以重新建立磁场。
4. 与地球距离相近，通讯和物流成本仅大于月球。
5. 远离小行星带：与火星不同，金星比地球更加远离小行星带，不易被陨石等天体击中，减少了维护成本。

## 難題

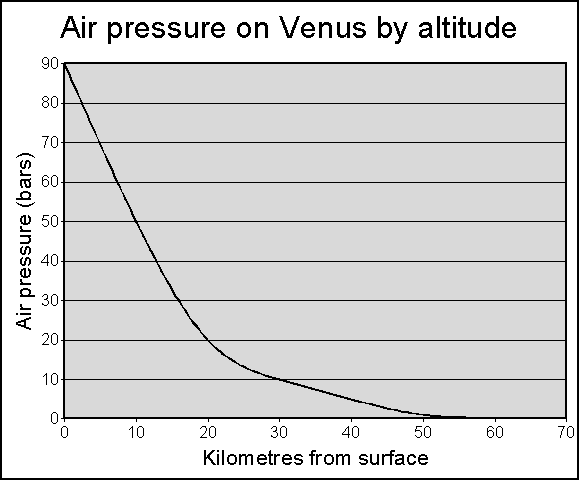
金星的氣壓高達地球的90倍

金星接近赤道的溫度可以高達450°C，比起鉛的熔點還要高。金星的氣壓高達地球的90倍，相当於地球1公里下的海水壓力。金星探測器金星5號及6號於離地18公里的高空時已經抵受不住巨大的壓力而被壓碎。金星7號及8號虽能夠成功著陸，但亦不能順利運作超過1小時。
金星表面完全沒有水份，大氣層內也沒有氧氣，而且二氧化碳的濃度足以致命，雲層由氣化的硫酸及二氧化硫所組成，嚴重的温室效应導致金星位居八大行星中溫度最高的，只有雲層頂端的環境比較接近地球。

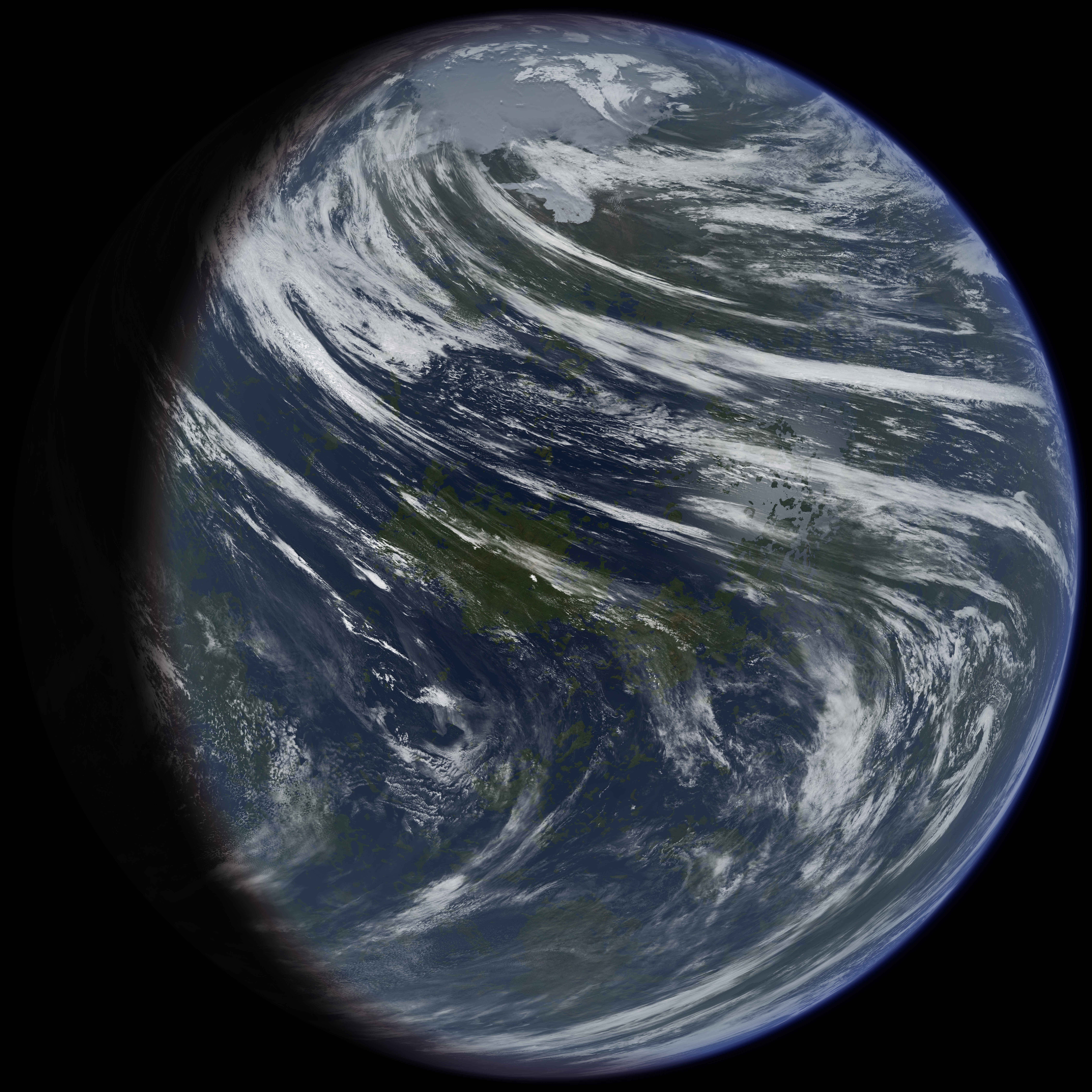
植林後的金星（想像圖）

以目前的科技水平无法解決金星上惡劣的生存環境。但這並沒有阻止科幻小說作家的幻想，例如巨大的太陽傘以減低地表溫度、全球性的植林以改變大氣層的成份等等。

## 殖民方法及探索

### 飛船
「金星高空作业平台概念」計劃，NASA維吉尼亞州漢普頓的蘭利研究中心（Langley Research Center）對此進行相關研究，由系統分析及觀念理事會的工程師和科學家研擬初步的可行計劃，評估機器人和人類是否能實現這項任務。其認為人類可以使用比空氣還輕的飛船承載基礎設備、太空探測器或者可居住的探測太空船，讓兩名太空人可以探索金星長達1個月。同時，金星任務需要的時間比火星短，可以做為人類探測火星的預習。任務的最終目標是在金星的大氣層中尋求人類永久生存棲息的家園。生活在50公里高的飛船中重力只比地球弱一點，人類不用對抗無重力狀態，因此不必擔心肌肉萎縮、骨骼疏鬆等問題。HAVOC是被賦予重大展望的計劃，將會送更多機器人去多加測試，並實際了解大氣層的情況。目前NASA並無打算投入資金，但這個團隊仍持續進行研究，希望NASA能讓這個計劃成真。

### 地球化改造
金星地球化改造被认为是可行的，因为金星拥有与地球类似的重力，但缺乏足够的磁场，这些硬性条件足以在低干预度状况下维持金星表面的生态系统。在其他类地行星中，水星和火星太小，重力强度不足，大气会逃逸到太空中。同时火星及包括月球在内的一些卫星因为内部降温导致地幔乃至核心凝固，磁场消失或过于薄弱以致不能保护地面生命免受宇宙射线危害。另外木星及土星的卫星距离太阳过于遥远而缺乏光照及热量，因此太阳系内最适合建立稳定且自给自足可持续生态环境的只有金星。
具体过程：
第一步，建立环境改造（大气）设施。由于金星表面恶劣的自然条件和大气环境，大气改造是最为优先的部分。开始时建立一个或多个控制中心，用于控制和维护大气改造设备。控制中心就绪后开始部署气体抽排设备和发射站。气体抽排设备用于排出金星大气中多余的气体以降低气压，部署数量从100至数千不等，越多设备改造速率越高。发射站用于向金星大气层发送化学物质以改变大气成分。这些设备由部署于金星轨道上的太阳帆供电，以降低环境改造成本。模组化的卫星便于加快转换卫星类型的同时降低成本。所有设备部署于金星外大气层及近地空间中，以避免被硫酸大气腐蚀。原则上先把气压降低，然后清除多余二氧化碳，待温室效应减弱。这一过程将十分漫长，持续几十至数百年不等。主要开销包括：1. 空间站及设备的制造和运输费用， 2. 设备维护费用。
第二步，温室效应弱化，减少液态水逃逸速率后，可以牵引小行星带的冰质天体轰击金星，补充地表水分。在水分开始稳定存在后，向地面派遣工程队修建电解设备和地面控制与勘探中心。电解设备用于向金星大气中输送氧气，制备剩余的氢气则可以用于维持地面设施运作的能源。地面控制与勘探中心用于控制设备、矿产及地形勘探。由于腐蚀性大气环境的存在，在大气改造完成前无法勘探金星地表。勘探目的是寻找有价值的矿产资源（填补环境改造的开销）及为居住区选址。
第三步，稳定水圈及大气，视情况建立相应设施：例如强火山活动导致二氧化碳排出量远大于水圈吸收能力则需建立清除设施以防止温室气体超量。
第四步，移植地球生态系统进入金星。由于金星是贫瘠世界，引入地球生物圈不会导致环境灾难和伦理问题。相似的生物圈对于殖民者而言减少了适应过程，也免去了往返地球时必须的严格消毒过程，可以极大地减少殖民开销。

## 外部連結
- A Floating City on Venus （页面存档备份，存于）——來源自The Space Monitor （页面存档备份，存于）的文章